# Kirchgasse
La Kirchgasse est une rue commerçante de Wiesbaden, en Allemagne. 

## Situation et accès
C'est une des principales rues commerçantes de la ville. 

## Origine du nom
Elle porte le nom de l'ancienne église Mauritiuskirche. 

## Bâtiments remarquables et lieux de mémoire
La rue est bordée par de nombreuses grandes enseignes allemandes telles que Karstadt et Kaufhof, ainsi que par des cafés et restaurants. Environ 11 000 clients par heure y flânent[réf. souhaitée]. Elle traverse le quartier de Mitte.

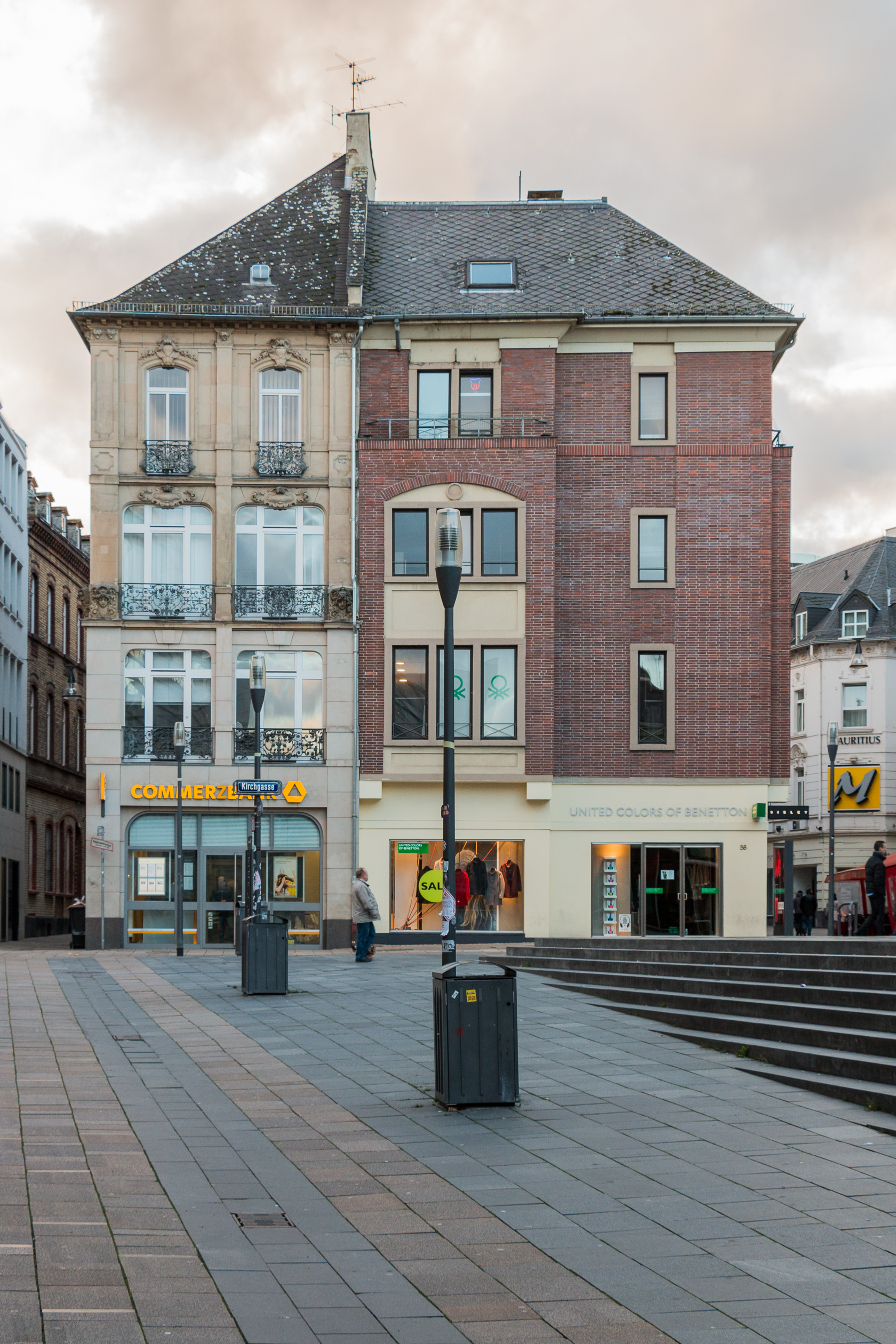
La Kirchgasse en arrivant à la Mauritiusplatz